# 瀘州 (建昌府)
瀘州，是明代雲南承宣布政使司建昌府下轄的一個州，洪武十五年三月為州，其治所在今四川西昌西南瀘州堡。